# Holcobius simplex
Holcobius simplex là một loài bọ cánh cứng thuộc họ Ptinidae.